# 인도 박물관

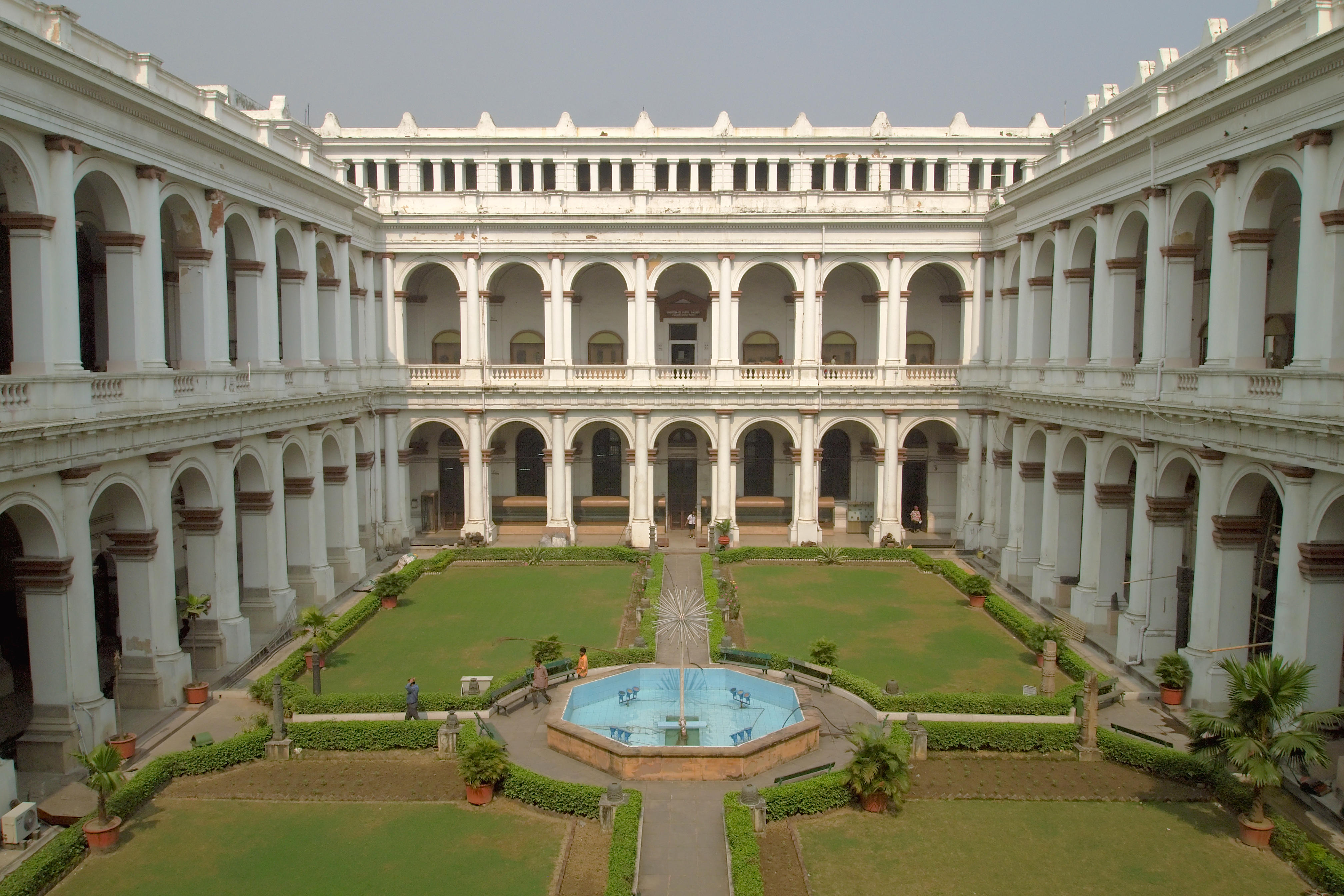

인도 박물관(Indian Museum)은 1814년에 창립한 인도 최고의 박물관으로 인도 각지의 대규모의 출토품, 뛰어난 조각들이 풍부하게 전시되어 있다. 박물관 가운데에 하루후토의 스토아빠 둘레를 싸고 있는 탑문과 난관의 부조조각(기원전 2세기)도 소중한 유물이다.